# Surveyor 3
Surveyor 3 byla umělá sonda, vyslaná agenturou NASA na Měsíc v roce 1967. V katalogu COSPAR dostala označení 1967-035A.

## Úkol mise
Družice měla za úkol měkce přistát na povrchu Měsíce a pořídit odtud fotografie. Byla družicí, předstupněm programu Apollo, při němž mají astronauti z USA vstoupit na Měsíc a doplňovala souběžné bezpilotní lety programů Lunar Orbiter, Lunar Explorer, Ranger, zčásti i Pioneer.

## Základní údaje
Sonda vážila 1019 kg, část určená k přistání 283 kg. Měla mj. brzdící motor, vlastní pohonné hmoty, dvojici radarů, tři řídící trysky, snímací fotografickou aparaturu s jednou kamerou. Místo druhé měla namontovanou lopatku na pohyblivém rameni.

## Průběh mise

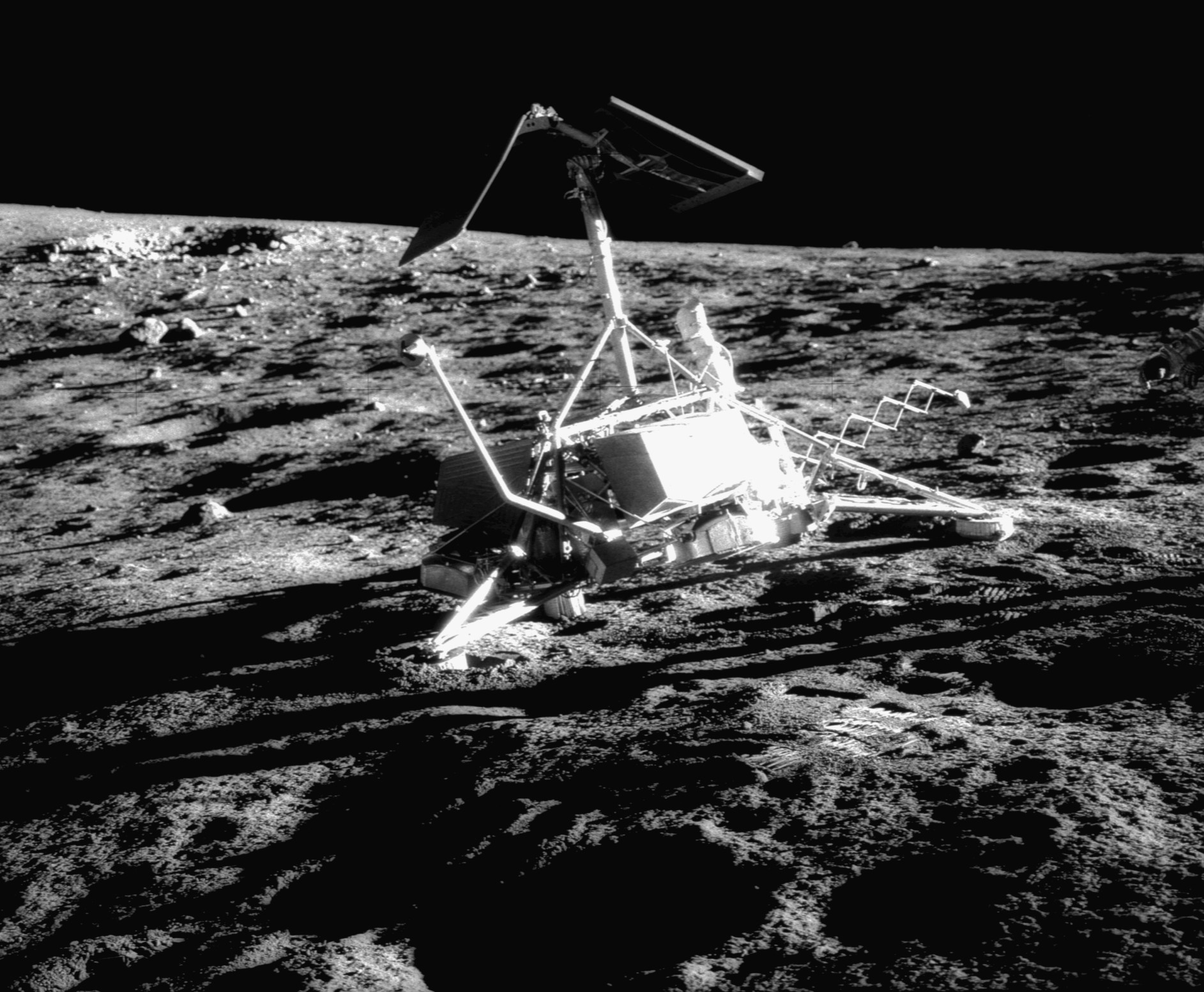
Sonda Surveyor 3 na Měsíci, vyfotografoval Alan Bean během mise Apollo 12

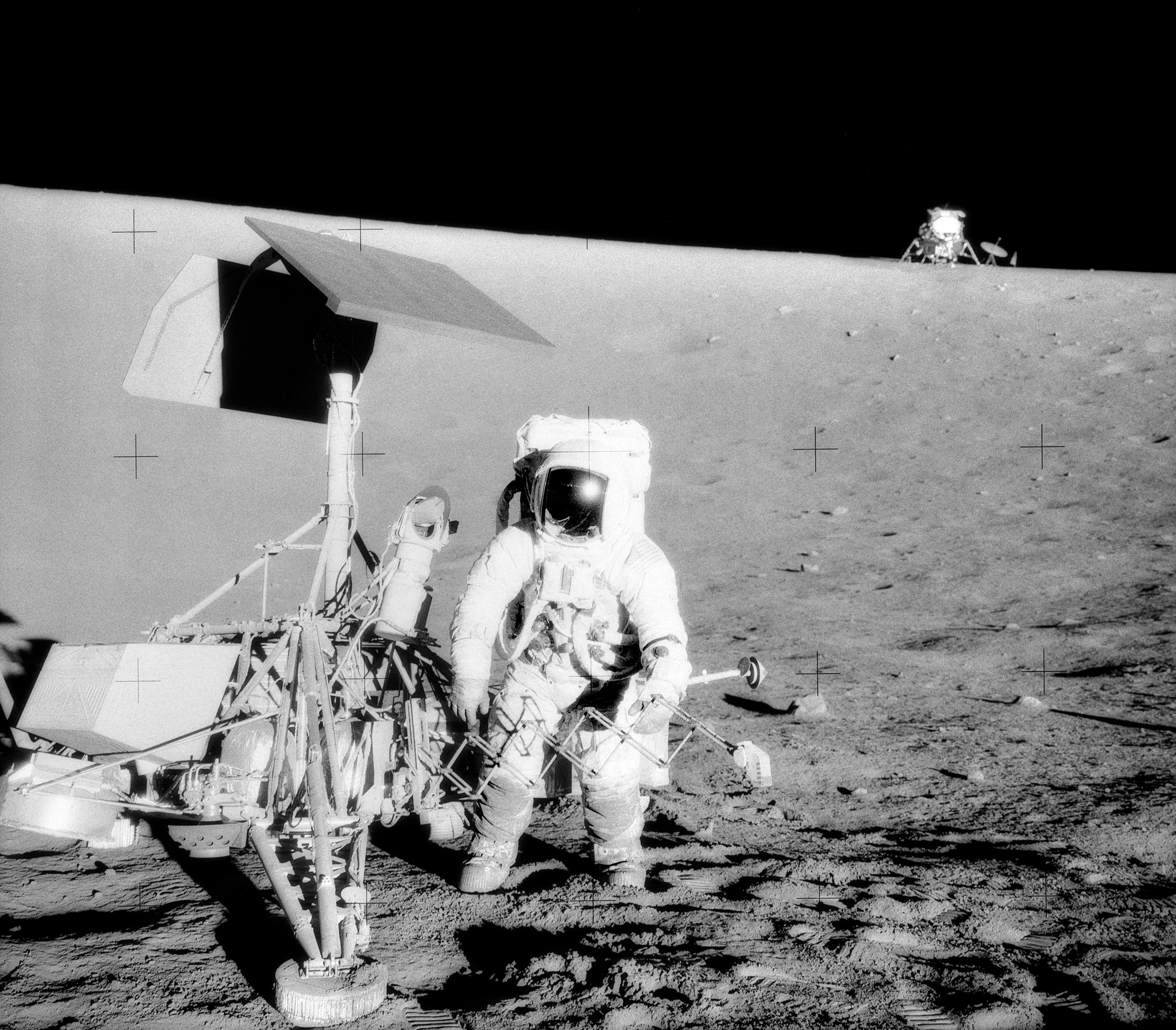
Velitel Apolla 12 Conrad společně se sondou

Raketa Atlas Centaur D se sondou Surveyor odstartovala z mysu Canaveral (Eastern Test Range) na Floridě 17. dubna 1967. Den poté byla provedena korekce dráhy ve vzdálenosti 186 000 km od Země. Přistání probíhalo obdobně, jako u úspěšné mise Surveyor 1. Dosedla na rozhraní Mare Cognitum (Moře poznané) a Mare Insularum (Moře ostrovů) mezi krátery Fea Mauro a Lansberg  v malém kráteru, později přejmenovaném na Surveyor. Rychlost sestupu v poslední fázi byla jen 2,1 m/s, jenže řídící trysky po dotyku s povrchem nevypnuly a tak sonda poskočila do výše 10 metrů a znovu přistála, aby absolvovala druhý skok. Ve výši 3 metry byly na povel ze Země trysky vypnuty a sonda skončila definitivně své přistání.
Ještě téhož dne začalo snímkování okolí. Ráno 22. dubna začala práce s lopatkou, byl vyrýván povrch do hloubky 10 cm a snímán kamerou. Dne 24. dubna se povedly barevné záběry zatmění Slunce Zemí. Před západem Slunce byly sonda zčásti na povel ze Země vypnuta, zapnout se jí však po měsíční noci nepodařilo.

### Apollo 12
Během mise Apollo 12 v roce 1969 kosmonauti sondu Surveyor 3 nalezli a část z ní odvezli na Zemi. Kamera byla později vystavena ve Washingtonu D.C. (Smithsonian National Air and Space Museum).

### Kontaminace sondy
Po testech polyuretanové pěny odebrané ze sondy a dovezené zpět posádkou Apolla 12 se zjistilo, že uvnitř pěny přežil pozemský mikroorganizmus Streptococcus mitis. Znamená to, že přežil několik let podmínky na Měsíci. Tato skutečnost upozornila na možnost kontaminace kosmických těles při nedostatečné sterilizaci sond.
Mise Surveyor 3 byla zhodnocena i přes malé problémy jako úspěšná, protože mj. poskytla 6315 snímků a dokázala analyzovat pevnost povrchu.